# Ferencszállás
Ferencszállás là một thị trấn thuộc hạt Csongrád, Hungary. Thị trấn này có diện tích 5,79 km², dân số năm 2010 là 614 người, mật độ 106 người/km².